# Denis Robin (cyclisme)
Pour les articles homonymes, voir Denis Robin.
Denis Robin, né le 27 juin 1979 à Angers, est un ancien coureur cycliste français. Professionnel de 2005 à 2008, il devient en 2009 directeur sportif du Team Agem 72.

## Palmarès sur route

### Par année
- 2000
  - 3e d'Orvault-Saint Nazaire-Orvault
- 2001
  - 2e étape du Circuit du Mené
  - 2e du Circuit du Mené
- 2004
  - Grand Prix Souvenir Jean-Masse
  - Souvenir Louison-Bobet
  - Boucles guégonnaises
  - Tour de la Dordogne
  - 2e de la Classic Loire Atlantique
  - 2e du championnat de France sur route amateurs
  - 2e du Trio normand
  - 3e des Monts Luberon-Trophée Luc Leblanc
- 2005
  - 2e de Bordeaux-Saintes
- 2006
  - 2e du Duo normand (avec Cédric Coutouly)
- 2007
  - 2e du Duo normand (avec Émilien-Benoît Bergès)
- 2008
  - 3e du Circuit de la vallée de la Loire

### Classements mondiaux
| Année           | 2005 | 2006 | 2007 | 2008 |
| --------------- | ---- | ---- | ---- | ---- |
| UCI Europe Tour | 525e | 778e | 567e | 636e |

## Palmarès sur piste

### Championnats de France
- 2000
  - 2e de la course aux points espoirs